# Ecuación en diferencias lineal
En matemáticas y, en particular, en sistemas dinámicos, una ecuación en diferencias lineales: ch. 17 : ch. 10  o  la relación de recurrencia lineal establece igual a 0 un polinomio que es lineal en las diversas iteraciones de una variable, es decir, variable en los valores de los elementos de una secuencia. La linealidad del polinomio significa que cada uno de sus términos tiene grado 0 o 1. Por lo general, el contexto es la evolución de alguna variable a lo largo del tiempo, con el período de tiempo actual o el momento discreto en el tiempo denotado como t, un período antes denotado como t − 1, un período después como t + 1, etc.
Una ecuación de diferencia lineal de n-ésimo orden es aquella que se puede escribir en términos de los parámetros a1, …, an y b como
{\displaystyle y_{t}=a_{1}y_{t-1}+\cdots +a_{n}y_{t-n}+b,}
o equivalentemente como
{\displaystyle y_{t+n}=a_{1}y_{t+n-1}+\cdots +a_{n}y_{t}+b.}
La ecuación se llama homogénea si b = 0 y no homogénea si b ≠ 0. Dado que el lapso de tiempo más largo entre iteraciones que aparecen en la ecuación es n, esta es una ecuación de ordenn-ésima donde n podría ser cualquier número entero positivo. Cuando el retraso más largo se especifica numéricamente para que n no aparezca en forma de notación como el retraso de tiempo más largo, ocasionalmente se usa n en lugar det para indexar iteraciones.
En el caso más general, los coeficientess ai y b podrían ser funciones de t; sin embargo, este artículo trata el caso más común, el de coeficientes constantes. Si los coeficientes ai son polinomios en t la ecuación se llama ecuación de recurrencia lineal con coeficientes polinomiales.
La solución de tal ecuación es una función de t, a y no de ningún valor iterado, dando el valor del iterado en cualquier momento. Para encontrar la solución es necesario conocer los valores específicos (conocidos como condiciones iniciales) de n de las iteraciones, y normalmente estas son las n iteraciones que son más antiguas. Se dice que la ecuación o su variable es estable si a partir de cualquier conjunto de condiciones iniciales existe el límite de la variable a medida que el tiempo llega al infinito; este límite se llama estado estable.
Las ecuaciones en diferencias se utilizan en una variedad de contextos, como en la economía para modelar la evolución en el tiempo de variables como el producto interno bruto, la tasa de inflación, el tipo de cambio, etc. Se usan para modelar tales series de tiempo porque los valores de estas las variables solo se miden a intervalos discretos. En aplicaciones econométricas, las ecuaciones en diferencias lineales se modelan con proceso estocástico en forma de modelos autorregresivos (AR) en modelos como los de autorregresión vectorial (VAR) y los modelos autorregresivo de media móvil (ARMA) que combinan AR con otras características.

## Solución de caso homogéneo

### Ecuación característica y raíces
Resolver la ecuación homogénea
{\displaystyle x_{t}=a_{1}x_{t-1}+\cdots +a_{n}x_{t-n}}
implica primero resolver su ecuación característica
{\displaystyle \lambda ^{n}=a_{1}\lambda ^{n-1}+\cdots +a_{n-2}\lambda ^{2}+a_{n-1}\lambda +a_{n}}
por sus raíces características λ1, ..., λn. Estas raíces se pueden resolver algebraicamente si n ≤ 4, pero no necesariamente de otra manera. Si la solución se va a utilizar numéricamente, todas las raíces de esta ecuación característica se pueden encontrar mediante métodos numéricos. Sin embargo, para su uso en un contexto teórico, puede ser que la única información requerida sobre las raíces sea si alguna de ellas es mayor o igual a 1 en valor absoluto.
Puede ser que todas las raíces sean reales, en cambio, puede haber algunas que sean número complejos. En el último caso, todas las raíces complejas vienen en pares conjugados complejos.

### Solución con raíces características distintas
Si todas las raíces características son distintas, la solución de la ecuación en diferencia lineal homogénea
{\displaystyle x_{t}=a_{1}x_{t-1}+\cdots +a_{n}x_{t-n}}
puede escribirse en términos de las raíces características como
{\displaystyle x_{t}=c_{1}\lambda _{1}^{t}+\cdots +c_{n}\lambda _{n}^{t}}
donde los coeficientes ci. Se puede encontrar invocando las condiciones iniciales. Específicamente, para cada período de tiempo para el que se conoce un valor iterativo, este valor y su valor correspondiente de t puede sustituirse en la ecuación de solución para obtener una ecuación lineal en el n parámetros aún desconocidos; n Tales ecuaciones, una para cada condición inicial, pueden ser resuelto simultáneamente para el n valores paramétricos. Si todas las raíces características son reales, entonces todos los valores de los coeficientes ci también será real; pero con raíces complejas no reales, en general, algunos de estos coeficientes también serán no reales.

#### Conversión de una solución compleja a forma trigonométrica
Si hay raíces complejas, vienen en pares conjugados y también lo hacen los términos complejos en la ecuación de solución. Si dos de estos términos complejos son cjλt
j and cj+1λt
j+1, the roots λj pueden ser escritos como
{\displaystyle \lambda _{j},\lambda _{j+1}=\alpha \pm \beta i=M\left({\frac {\alpha }{M}}\pm {\frac {\beta }{M}}i\right)}
donde i es la unidad imaginaria y M es el módulo de las raíces:
{\displaystyle M={\sqrt {\alpha ^{2}+\beta ^{2}}}.}
Entonces los dos términos complejos en la ecuación de solución se pueden escribir como
{\displaystyle {\begin{aligned}c_{j}\lambda _{j}^{t}+c_{j+1}\lambda _{j+1}^{t}&=M^{t}\left(c_{j}\left({\frac {\alpha }{M}}+{\frac {\beta }{M}}i\right)^{t}+c_{j+1}\left({\frac {\alpha }{M}}-{\frac {\beta }{M}}i\right)^{t}\right)\\[6pt]&=M^{t}\left(c_{j}\left(\cos \theta +i\sin \theta \right)^{t}+c_{j+1}\left(\cos \theta -i\sin \theta \right)^{t}\right)\\[6pt]&=M^{t}{\bigl (}c_{j}\left(\cos \theta t+i\sin \theta t\right)+c_{j+1}\left(\cos \theta t-i\sin \theta t\right){\bigr )}\end{aligned}}}
donde θ es el ángulo cuyo coseno es αM and whose sine is βM; la última igualdad aquí hizo uso de la fórmula de De Moivre.
Ahora el proceso de encontrar los coeficientes cj and cj+1 garantiza que también son conjugados complejos, que se pueden escribir como γ ± δi. Usar esto en la última ecuación da esta expresión para los dos términos complejos en la ecuación de solución:
{\displaystyle 2M^{t}\left(\gamma \cos \theta t-\delta \sin \theta t\right)}
que también se puede escribir como
{\displaystyle 2{\sqrt {\gamma ^{2}+\delta ^{2}}}M^{t}\cos(\theta t+\psi )}
donde ψ es el ángulo cuyo coseno es γ√γ2 + δ2 y cuyo seno esδ√γ2 + δ2.

#### Ciclicidad
Dependiendo de las condiciones iniciales, incluso con todas las raíces reales, las iteraciones pueden experimentar una tendencia transitoria a ir por encima y por debajo del valor del estado estacionario. Pero la verdadera ciclicidad implica una tendencia permanente a fluctuar, y esto ocurre si hay al menos un par de raíces características conjugadas complejas. Esto se puede ver en la forma trigonométrica de su contribución a la ecuación de solución, que involucra cos θt y sin θt.

### Solución con raíces características duplicadas
En el caso de segundo orden, si las dos raíces son idénticas (λ1 = λ2), Ambos pueden ser denotados como λ y una solución puede ser de la forma
{\displaystyle x_{t}=c_{1}\lambda ^{t}+c_{2}t\lambda ^{t}.}

### Conversión a forma homogénea
Si b ≠ 0, la ecuación
{\displaystyle y_{t}=a_{1}y_{t-1}+\cdots +a_{n}y_{t-n}+b}
se dice que es "no homogéneo". Para resolver esta ecuación es conveniente convertirla a forma homogénea, sin término constante. Esto se hace encontrando primero el  valor de estado estacionario  de la ecuación - un valor y* tal que, si n todas las iteraciones sucesivas tenían este valor, al igual que todos los valores futuros. Este valor se encuentra estableciendo todos los valores de y igual a y* en la ecuación en diferencias, y resolviendo, esta obteniendo
{\displaystyle y^{*}={\frac {b}{1-a_{1}-\cdots -a_{n}}}}
asumiendo que el denominador no es 0. Si es cero, el estado estable no existe.
Dado el estado estacionario, la ecuación en diferencias se puede reescribir en términos de desviaciones de los iterados del estado estacionario, como
{\displaystyle \left(y_{t}-y^{*}\right)=a_{1}\left(y_{t-1}-y^{*}\right)+\cdots +a_{n}\left(y_{t-n}-y^{*}\right)}
que no tiene un término constante, y que se puede escribir más sucintamente como
{\displaystyle x_{t}=a_{1}x_{t-1}+\cdots +a_{n}x_{t-n}}
donde x es igual a y − y*. Esta es la forma homogénea.
Si no hay un estado estable, la ecuación de diferencia
{\displaystyle y_{t}=a_{1}y_{t-1}+\cdots +a_{n}y_{t-n}+b}
se puede combinar con su forma equivalente
{\displaystyle y_{t-1}=a_{1}y_{t-2}+\cdots +a_{n}y_{t-(n+1)}+b}
obtener (resolviendo ambos para b)
{\displaystyle y_{t}-a_{1}y_{t-1}-\cdots -a_{n}y_{t-n}=y_{t-1}-a_{1}y_{t-2}-\cdots -a_{n}y_{t-(n+1)}}
en el que los términos semejantes se pueden combinar para dar una ecuación homogénea de un orden superior a la original.

## Estabilidad
En la ecuación de solución
{\displaystyle x_{t}=c_{1}\lambda _{1}^{t}+\cdots +c_{n}\lambda _{n}^{t},}
un término con raíces características reales converge a 0 cuando t crece indefinidamente si el valor absoluto de la raíz característica es menor que 1. Si el valor absoluto es igual a 1, el término permanecerá constante como t crece si la raíz es +1 pero fluctuará entre dos valores si la raíz es -1. Si el valor absoluto de la raíz es mayor que 1, el término aumentará cada vez más con el tiempo. Un par de términos con raíces características conjugadas complejas convergerán a 0 con fluctuaciones amortiguadoras si el valor absoluto del módulo M de las raíces es menor que 1; si el módulo es igual a 1, entonces persistirán las fluctuaciones de amplitud constantes en los términos combinados; y si el módulo es mayor que 1, los términos combinados mostrarán fluctuaciones de magnitud cada vez mayor.
Así, la variable evolutiva x convergerá a 0 si todas las raíces características tienen una magnitud menor que 1.
Si la raíz más grande tiene valor absoluto 1, no ocurrirá ni convergencia a 0 ni divergencia a infinito. Si todas las raíces con magnitud 1 son reales y positivas, x convergerá a la suma de sus términos constantes ci; a diferencia del caso estable, este valor convergente depende de las condiciones iniciales; diferentes puntos de partida conducen a diferentes puntos a largo plazo. Si cualquier raíz es -1, su término contribuirá a fluctuaciones permanentes entre dos valores. Si alguna de las raíces de magnitud unitaria es compleja, entonces las fluctuaciones de amplitud constante de x persistirá.
Finalmente, si alguna raíz característica tiene una magnitud mayor que 1, entonces xdivergerá hasta el infinito a medida que el tiempo se acerca al infinito, o fluctuará entre valores positivos y negativos cada vez mayores.
Un teorema de Issai Schur establece que todas las raíces tienen una magnitud menor que 1 (el caso estable) si y solo si una cadena particular de determinantes son todos positivos.: 247 
Si una ecuación de diferencia lineal no homogénea se ha convertido a una forma homogénea que se ha analizado como se indicó anteriormente, entonces las propiedades de estabilidad y ciclicidad de la ecuación no homogénea original serán las mismas que las de la forma homogénea derivada, con convergencia en el caso estable al valor de estado estacionario y* en lugar de 0.

## Solución por conversión a forma matricial
Un método de solución alternativo implica convertir a ecuación en diferencias de n-ésimo en una ecuación en diferencias matriciales de primer orden. Esto se logra escribiendo w1,t = yt, w2,t = yt−1 = w1,t−1, w3,t = yt−2 = w2,t−1, ay así. Entonces la ecuación original de n-ésimo orden.
{\displaystyle y_{t}=a_{1}y_{t-1}+a_{2}y_{t-2}+\cdots +a_{n}y_{t-n}+b}
puede ser reemplazado por lo siguiente n ecuaciones de primer orden:
{\displaystyle {\begin{aligned}w_{1,t}&=a_{1}w_{1,t-1}+a_{2}w_{2,t-1}+\cdots +a_{n}w_{n,t-1}+b\\w_{2,t}&=w_{1,t-1}\\&\,\,\,\vdots \\w_{n,t}&=w_{n-1,t-1}.\end{aligned}}}
Definiendo el vector wi as
{\displaystyle \mathbf {w} _{i}={\begin{bmatrix}w_{1,i}\\w_{2,i}\\\vdots \\w_{n,i}\end{bmatrix}}}
esto se puede poner en forma de matriz como
{\displaystyle \mathbf {w} _{t}=\mathbf {A} \mathbf {w} _{t-1}+\mathbf {b} }
Aquí A es una n × n matriz en la que la primera fila contiene a1, ..., an y todas las demás filas tienen un solo 1 con todos los demás elementos siendo 0, y b es un vector de columna con el primer elemento b y siendo 0 el resto de sus elementos.